# Sojuz 16
Sojuz 16 (ryska: Союз-16) var en flygning i det sovjetiska rymdprogrammet. Farkosten sköts upp med en Sojuz-U-raket från Kosmodromen i Bajkonur den 2 december 1974 Flygningen var det första bemannade test av den version av Sojuz farkost som skulle användas i samarbetsprojektet ASTP. Farkosten återinträdde i jordens atmosfär och landade i Sovjetunionen den 8 december 1974.